# Keredic
Keredic ou Karetic est un roi légendaire de Bretagne. évoqué dans  l'Historia Regum Britanniae  de Geoffroy de Monmouth, 

## Contexte
Keredic ou Ceredig succède à Malgo. Il est alors considéré comme un « fomenteur de guerres civiles, détesté de Dieu et des Bretons » . Les Saxons pour le combattre se joignent à Gormond (dit le « roi des Africains » !) qui avait soumis l'Irlande. Finalement, Keredic, réfugié à Cirencester est chassé du pays par une alliance créée entre Gormond et Isambard, le neveu du roi des francs Louis -c'est-à-dire Clovis-. Selon Geoffroy de Monmouth : les « Bretons perdirent ensuite la couronne du royaume pour longtemps ».
Ce personnage légendaire ne doit pas être confondu avec son homonyme Ceredig fils de Cunedda et fondateur éponyme du Royaume de Ceredigion

## Article lié
- Gormont et Isembart

## Sources
- (fr) Histoire des rois de Bretagne, traduit et commenté par Laurence Mathey-Maille, Édition Les belles lettres, coll. « La roue à livres », Paris, 2004,  (ISBN 2-251-33917-5)
- (en) Peter Bartrum, A Welsh classical dictionary: people in history and legend up to about A.D. 1000, Aberystwyth, National Library of Wales, 1993 (ISBN 9780907158738), p. 139 CEREDIG (CARETICUS). (Fictitious).